# 汐留駅
汐留駅（しおどめえき）は、東京都港区東新橋一丁目にある、東京都交通局（都営地下鉄）・ゆりかもめの駅である。
東京都交通局の都営地下鉄大江戸線と、ゆりかもめの東京臨海新交通臨海線が乗り入れ、接続駅となっている。両社局とも駅番号が制定されており、都営地下鉄がE 19、ゆりかもめはU 02である。

## 歴史
- 1995年（平成7年）11月1日：東京臨海新交通株式会社（現：株式会社ゆりかもめ）東京臨海新交通臨海線（愛称・ゆりかもめ）の新橋駅（仮駅） - 有明駅間が開業[1]。この時点で後に汐留駅となる駅舎の躯体は完成していたが、周辺が再開発中で駅へのアクセス道路が未開通のため開業せず[1]。
- 2000年（平成12年）12月12日：東京都交通局大江戸線・国立競技場 - 六本木 - 大門 - 両国 - 飯田橋 - 都庁前間の開通に伴い、「汐留信号所（2代）」として開業。ゆりかもめと同様、駅の躯体は完成していたが、再開発中のため駅としての開業は見送られた。
- 2002年（平成14年）11月2日：汐留地区再開発に合わせてゆりかもめ汐留駅が開業[2][3][4][5]。同時に大江戸線汐留信号所（2代）を汐留駅に格上げ[6]。
- 2007年（平成19年）3月18日：ICカード「PASMO」の利用が可能となる[7]。

## 駅構造
両線の駅はともにエスカレーターとエレベーターが設置されている。また、両線の改札同士を連絡するエレベーターも設置されている。

### 東京都交通局
島式ホーム1面2線を有する地下駅。「シオサイト」の副名称が設定されている。
改札口は2か所設置されている。なお、改札口は汐留地下通路に直結しており、通路の地上出入口（1 - 10番）が駅出入口を兼ねる形となっている為、当駅単体の地上出入口は存在しない。

#### のりば
| 番線 | 路線         | 行先             |
| ---- | ------------ | ---------------- |
| 1    | 都営大江戸線 | 両国・春日方面   |
| 2    | 都営大江戸線 | 大門・六本木方面 |

（出典：都営地下鉄:駅構内図）
- 築地市場寄りに留置線2本と、浅草線の馬込車両検修場へ大江戸線の車両を送り込む際に使用する連絡線がある。
- 当駅始発・終着の列車が1本設定されている。前日の六本木方面からの最終列車と、翌日の六本木方面への始発列車が該当する。
- 駅名標下部の看板には、当初「電通 / 日本テレビ前」と表記されていた。その後、「東京汐留ビルディング / 日本テレビ前」「東京汐留ビルディング / 電通本社ビル前」と変わり、2009年時点では「日本テレビ前」となっている。

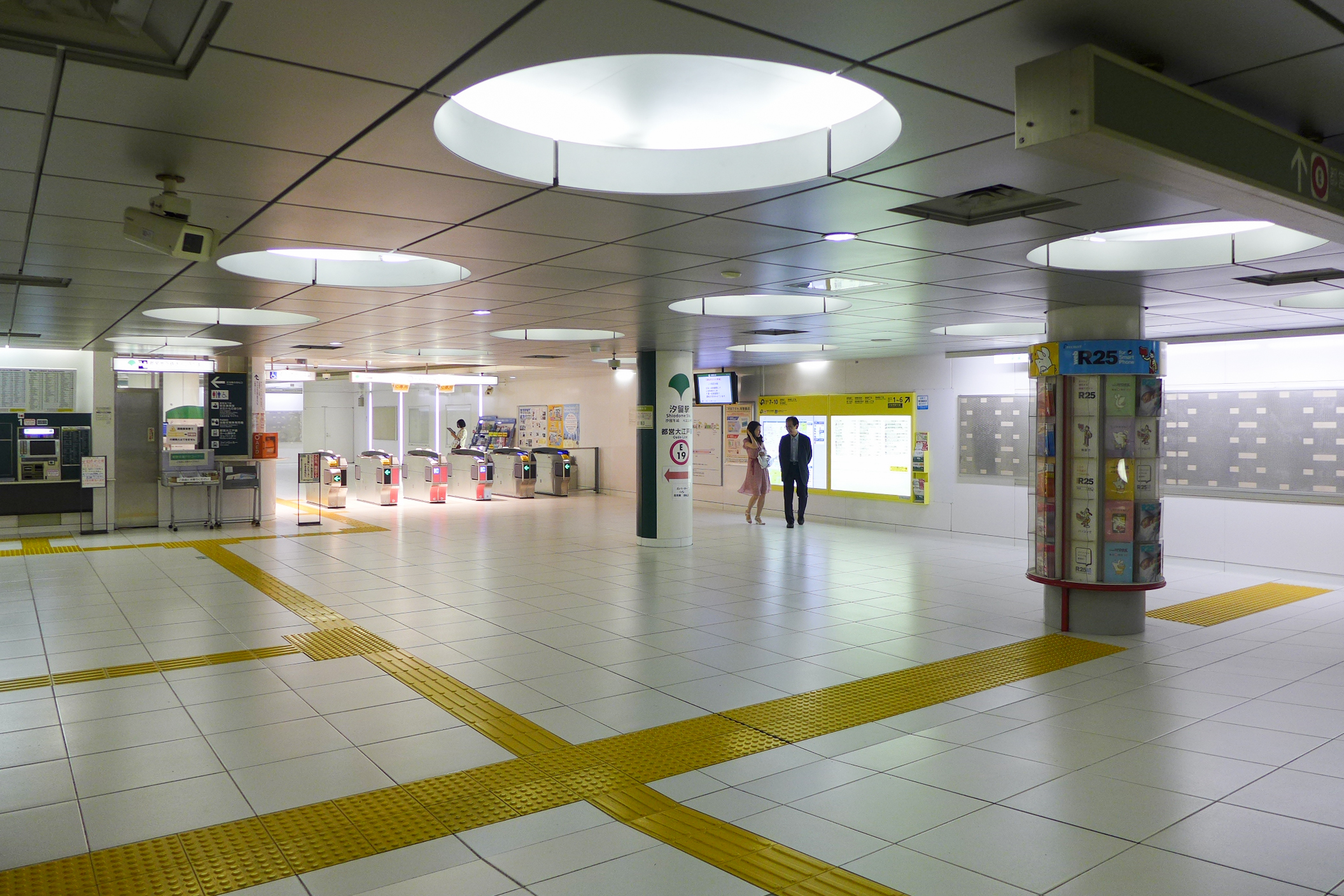
新橋駅方面改札口（2015年5月31日）
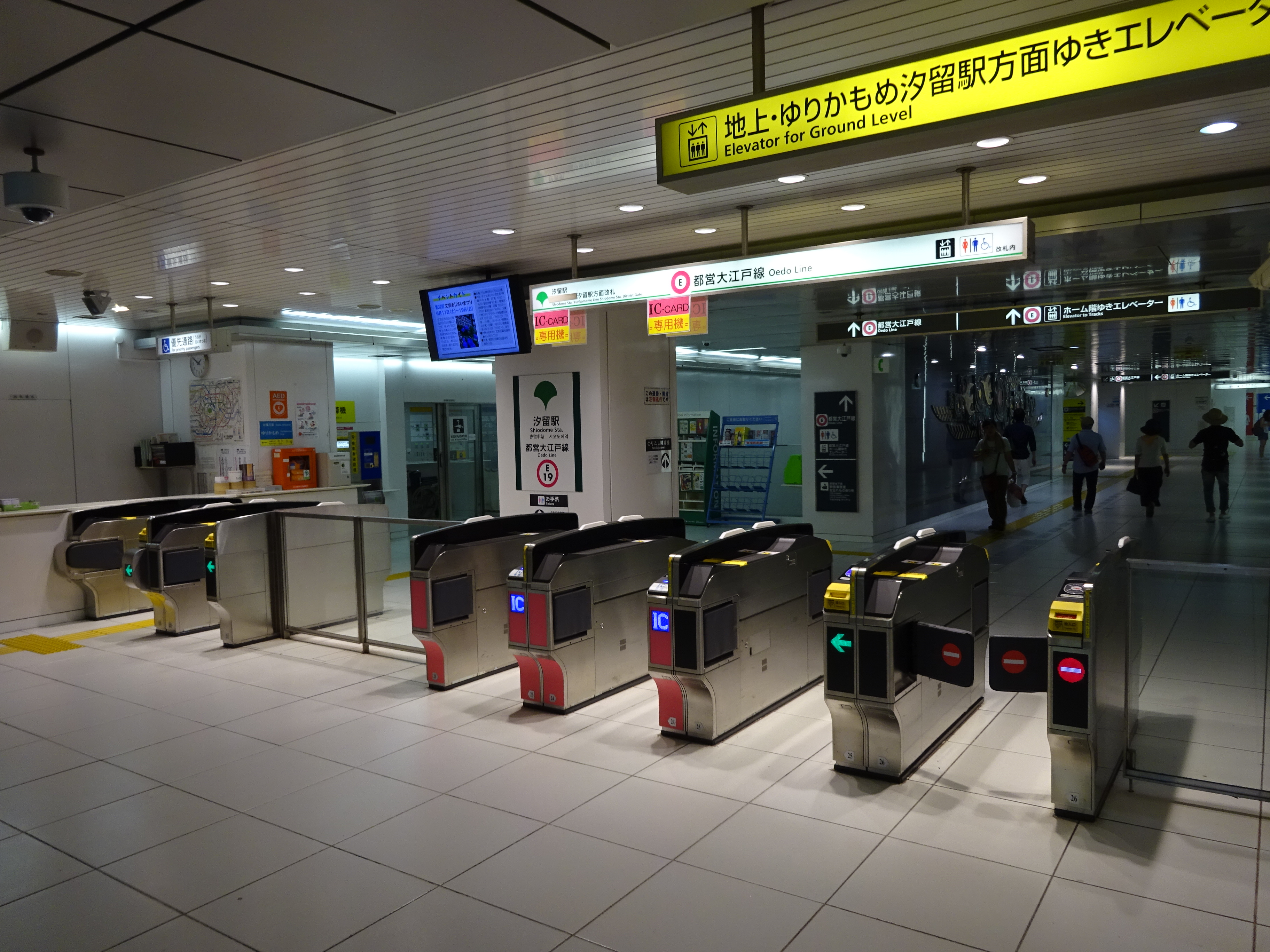
汐留駅方面改札口（2016年6月18日）
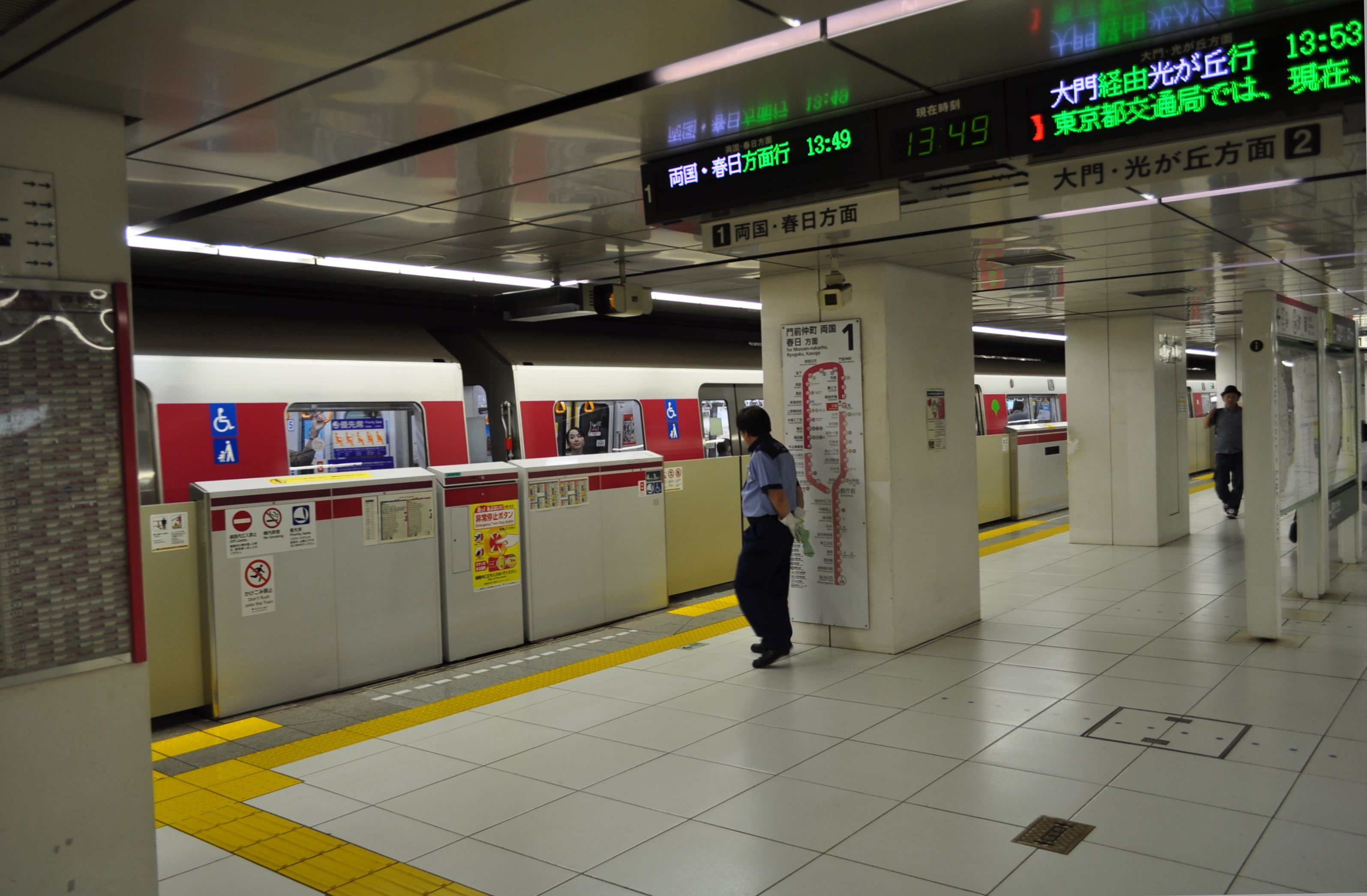
両国方面行きホーム（2018年5月24日撮影）
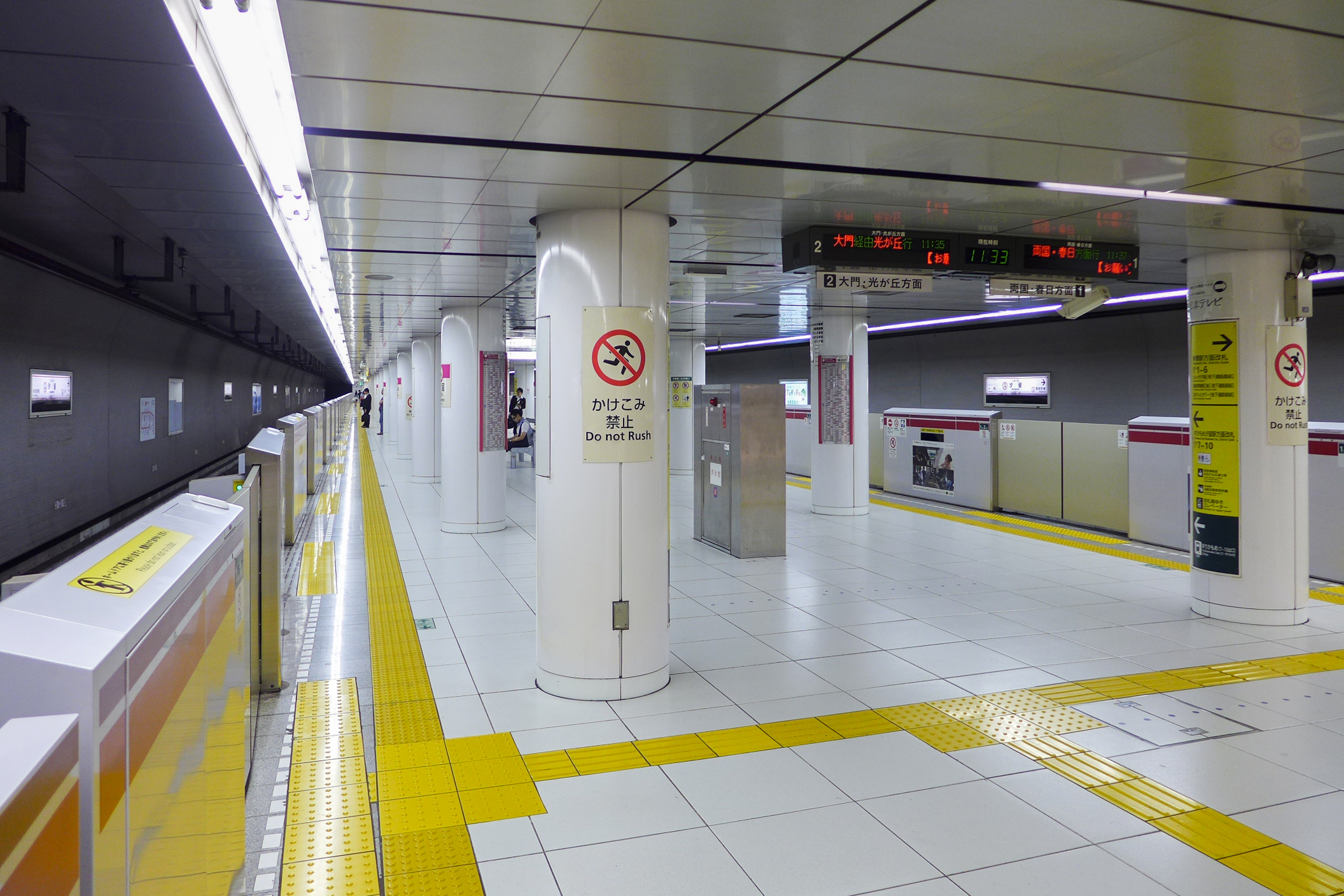
ホーム（2015年5月31日）
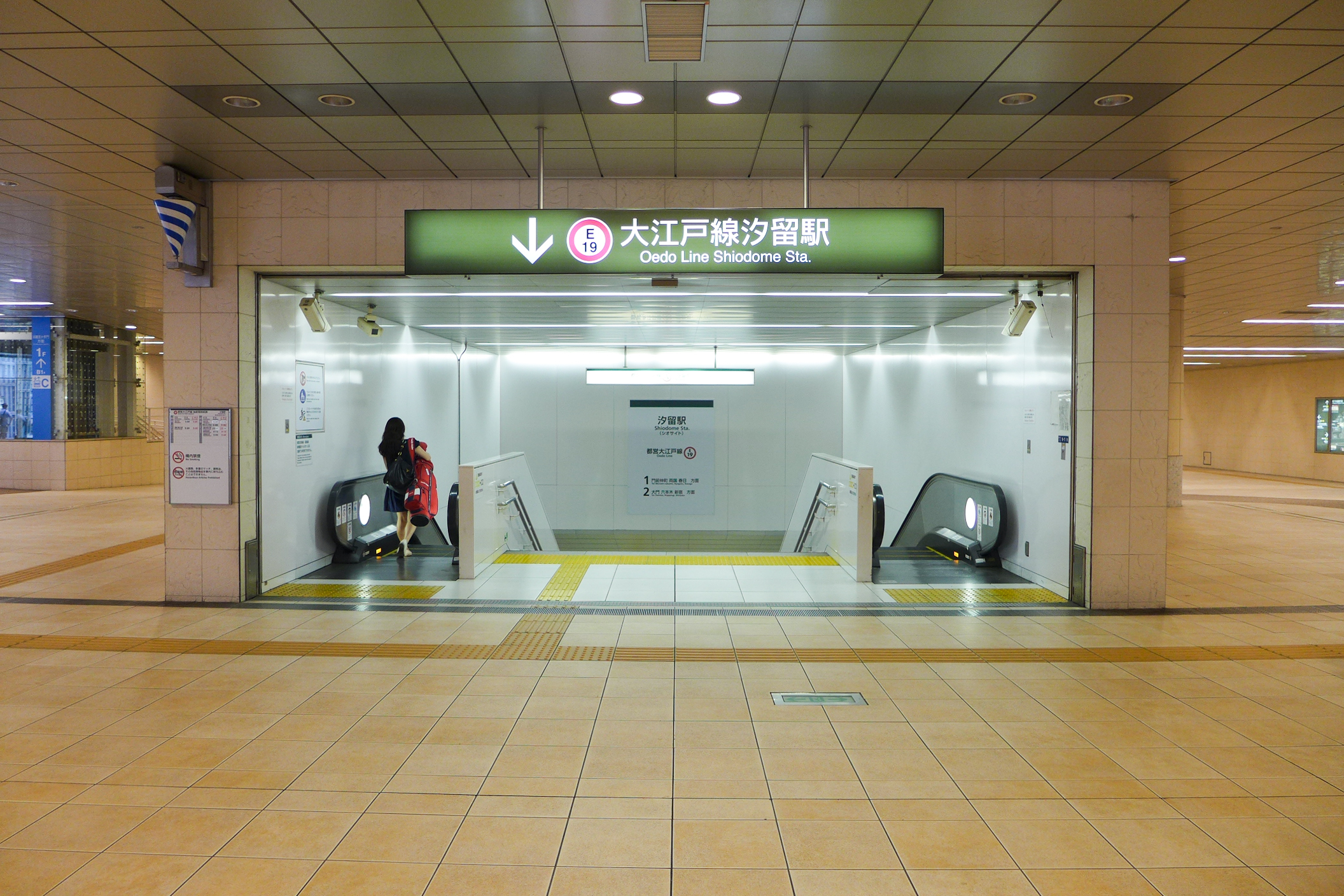
出口（2015年5月31日撮影）

### ゆりかもめ
島式ホーム1面2線を有する高架駅。

#### のりば
| 番線 | 路線       | 行先     |
| ---- | ---------- | -------- |
| 1    | ゆりかもめ | 豊洲方面 |
| 2    | ゆりかもめ | 新橋方面 |

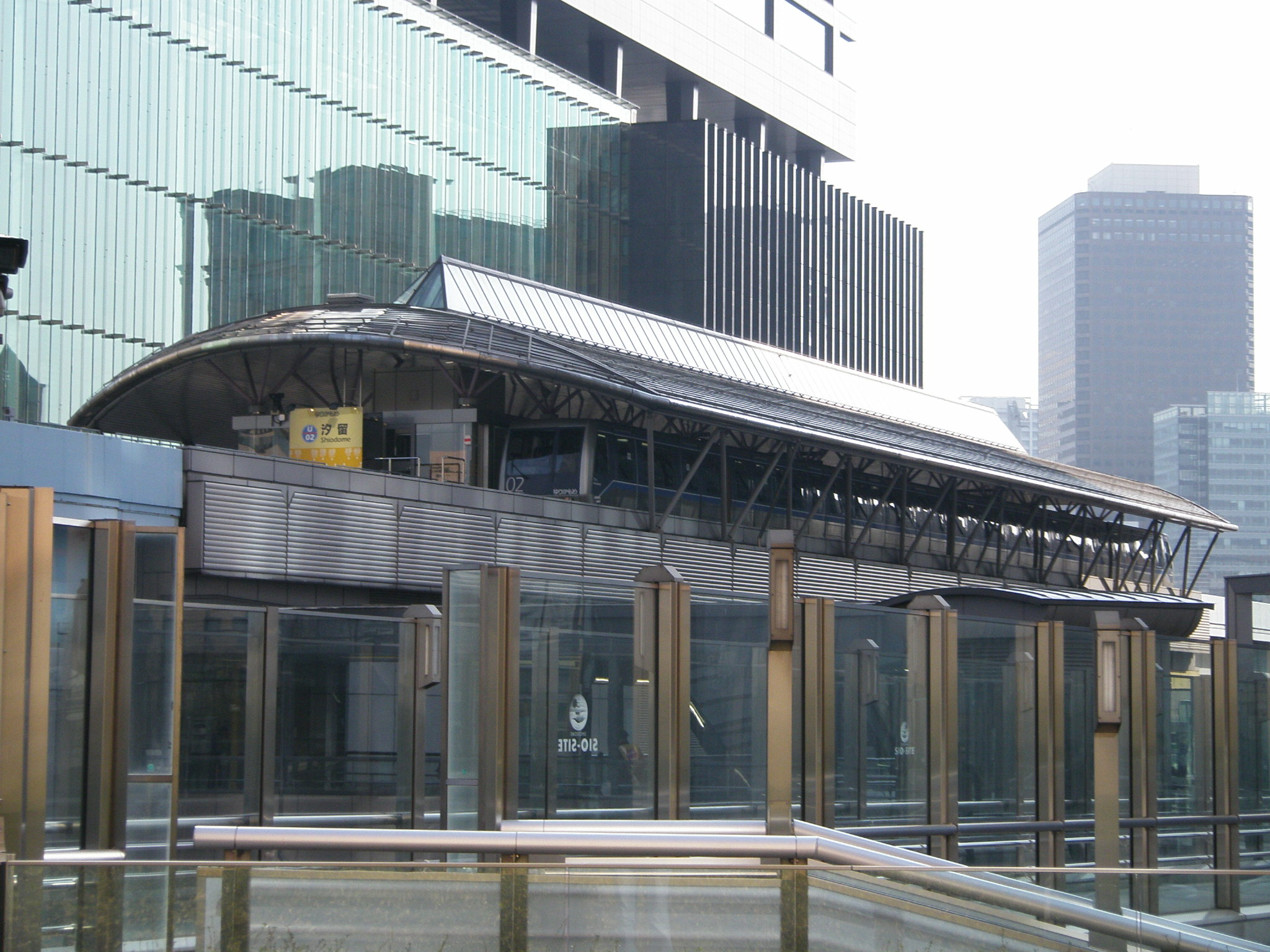
ゆりかもめ駅舎（2008年3月16日）
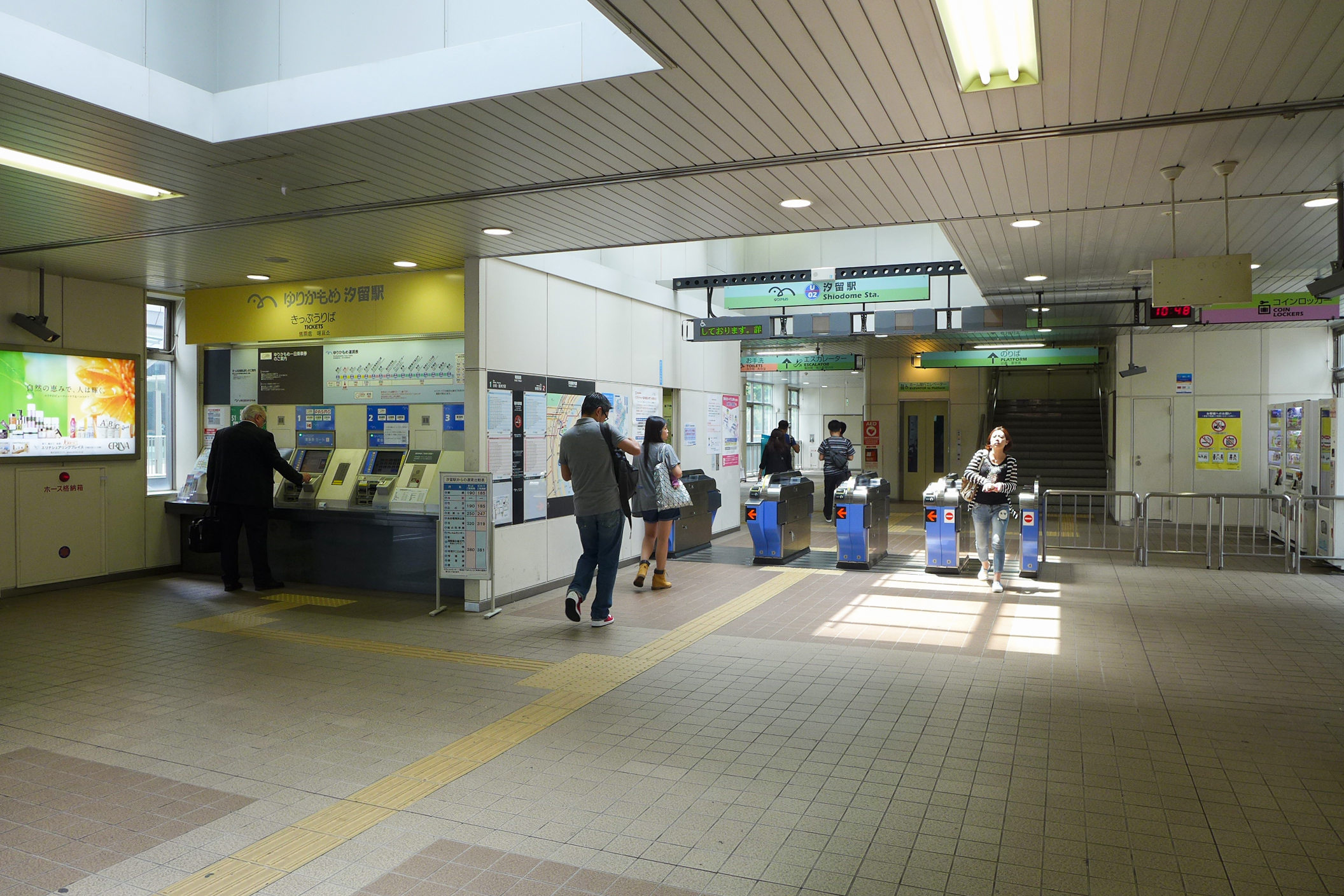
汐留駅改札（2015年5月28日撮影）
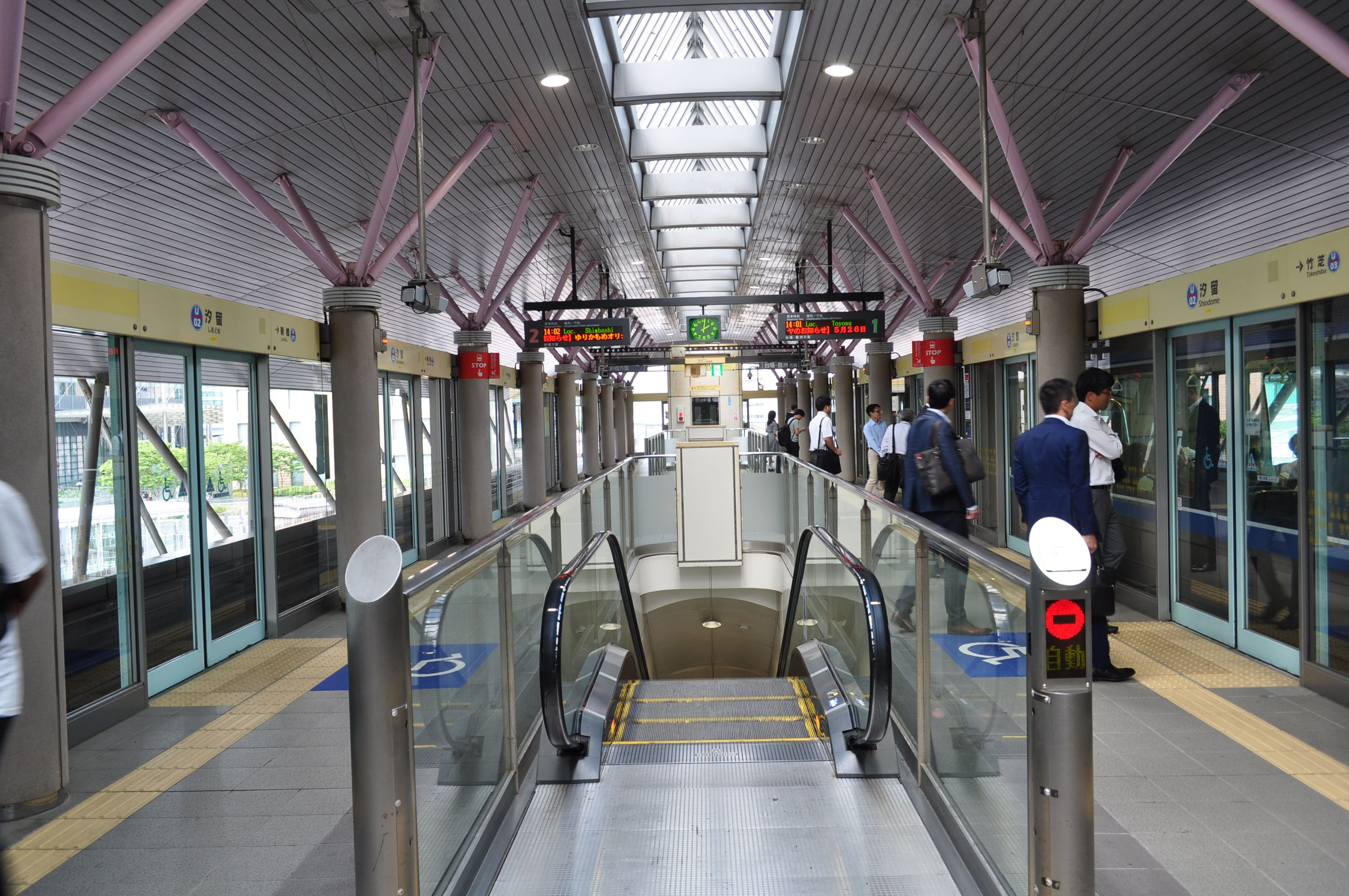
汐留駅ホーム（2018年5月24日撮影）

## 利用状況
- 都営地下鉄 - 2023年度の1日平均乗降人員は34,991人（乗車人員：17,365人、降車人員：17,626人）である[都交 1]。
- ゆりかもめ - 2023年度の1日平均乗降人員は7,465人（乗車人員：3,645人、降車人員：3,820人）である[かもめ 1]。

### 年度別1日平均乗降人員
開業以降の1日平均乗降人員推移は下表の通りである。
| 年度               | 都営地下鉄       | 都営地下鉄 | ゆりかもめ       | ゆりかもめ |
| 年度               | 1日平均 乗降人員 | 増加率     | 1日平均 乗降人員 | 増加率     |
| ------------------ | ---------------- | ---------- | ---------------- | ---------- |
| 2003年（平成15年） | 25,672           |            |                  |            |
| 2004年（平成16年） | 30,873           | 20.3%      | 7,500            |            |
| 2005年（平成17年） | 37,656           | 22.0%      | 8,740            | 16.5%      |
| 2006年（平成18年） | 40,515           | 7.6%       | 7,805            | −10.7%     |
| 2007年（平成19年） | 42,459           | 4.8%       |                  |            |
| 2008年（平成20年） | 42,387           | −0.2%      |                  |            |
| 2009年（平成21年） | 43,202           | 1.9%       |                  |            |
| 2010年（平成22年） | 43,858           | 1.5%       | 7,690            |            |
| 2011年（平成23年） | 43,447           | −0.9%      | 6,738            | −12.4%     |
| 2012年（平成24年） | 47,111           | 8.4%       | 7,512            | 11.5%      |
| 2013年（平成25年） | 49,237           | 4.5%       | 7,668            | 2.1%       |
| 2014年（平成26年） | 50,717           | 3.0%       | 8,197            | 6.9%       |
| 2015年（平成27年） | 52,610           | 3.7%       | 8,801            | 7.4%       |
| 2016年（平成28年） | 53,194           | 1.1%       | 9,005            | 2.3%       |
| 2017年（平成29年） | 54,276           | 2.0%       | 8,978            | −0.3%      |
| 2018年（平成30年） | 54,532           | 0.5%       | 9,493            | 5.7%       |
| 2019年（令和元年） | 53,734           | −1.5%      | 8,755            | −8.4%      |
| 2020年（令和02年） | 25,610           | −52.3%     | 3,289            | −62.4%     |
| 2021年（令和03年） | 22,324           | −12.8%     | 4,056            | 23.3%      |
| 2022年（令和04年） | 27,203           | 21.9%      | 5,651            | 39.3%      |
| 2023年（令和05年） | 34,991           | 28.6%      | 7,465            | 32.1%      |

### 年度別1日平均乗車人員
開業以降の1日平均乗車人員推移は下表の通りである。
| 年度               | 都営地下鉄 | ゆりかもめ | 出典              |
| ------------------ | ---------- | ---------- | ----------------- |
| 2002年（平成14年） | 6,740      | 2,520      | [ 東京都統計 1 ]  |
| 2003年（平成15年） | 12,309     | 3,522      | [ 東京都統計 2 ]  |
| 2004年（平成16年） | 14,896     | 4,034      | [ 東京都統計 3 ]  |
| 2005年（平成17年） | 18,321     | 4,337      | [ 東京都統計 4 ]  |
| 2006年（平成18年） | 19,616     | 4,090      | [ 東京都統計 5 ]  |
| 2007年（平成19年） | 20,696     | 4,246      | [ 東京都統計 6 ]  |
| 2008年（平成20年） | 20,742     | 3,926      | [ 東京都統計 7 ]  |
| 2009年（平成21年） | 21,189     | 4,060      | [ 東京都統計 8 ]  |
| 2010年（平成22年） | 21,538     | 3,767      | [ 東京都統計 9 ]  |
| 2011年（平成23年） | 21,292     | 3,216      | [ 東京都統計 10 ] |
| 2012年（平成24年） | 23,206     | 3,530      | [ 東京都統計 11 ] |
| 2013年（平成25年） | 24,252     | 3,658      | [ 東京都統計 12 ] |
| 2014年（平成26年） | 25,059     | 3,936      | [ 東京都統計 13 ] |
| 2015年（平成27年） | 26,079     | 4,240      | [ 東京都統計 14 ] |
| 2016年（平成28年） | 26,457     | 4,290      | [ 東京都統計 15 ] |
| 2017年（平成29年） | 27,052     | 4,288      | [ 東京都統計 16 ] |
| 2018年（平成30年） | 27,217     | 4,523      | [ 東京都統計 17 ] |
| 2019年（令和元年） | 26,788     | 4,139      | [ 東京都統計 18 ] |
| 2020年（令和02年） | 12,654     |            |                   |
| 2021年（令和03年） | 10,993     | 1,991      |                   |
| 2022年（令和04年） | 13,433     | 2,763      |                   |
| 2023年（令和05年） | 17,635     | 3,645      |                   |

備考
1. 1 2  2002年11月1日開業。

## 駅周辺

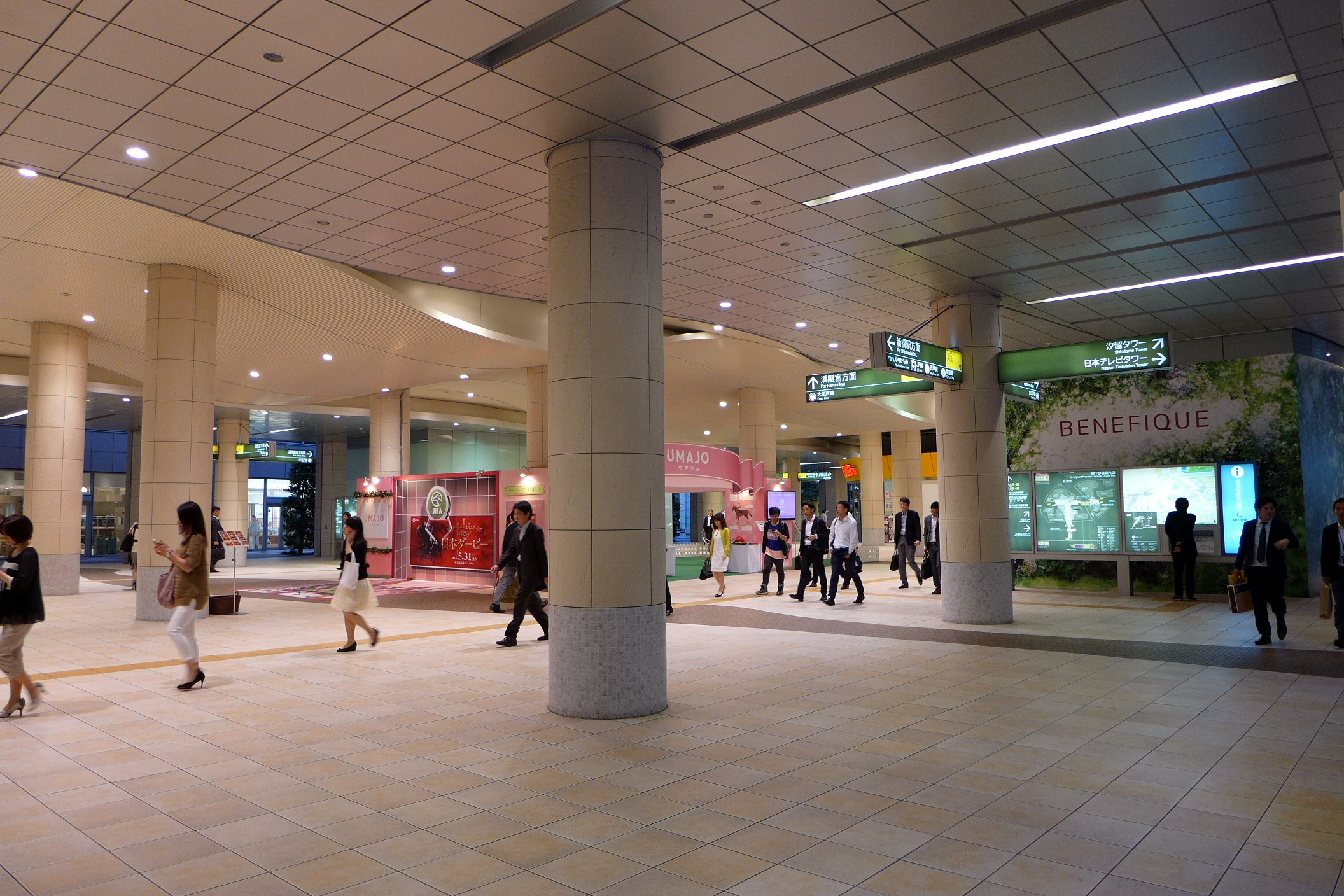
地下歩道

当駅の周辺は再開発地域「汐留シオサイト」であり、高層ビルが林立する。
- 新橋駅 - 非常に近く、地下通路で直結している。なお、同駅との連絡運輸は行っていない。
- 銀座 - 大江戸線3番出口から銀座中央通り南端まで徒歩4分程。
- 日本テレビタワー - マイスタジオは当駅からの方が近い。
- 汐留メディアタワー
  - 共同通信社本社 - ゆりかもめ新橋方面の次駅案内放送で最寄り施設案内として流している。
  - パークホテル東京
- 電通本社ビル
  - カレッタ汐留
  - 電通四季劇場［海］
- 汐留シティセンター
  - 汐留シティセンター郵便局
- 汐留タワー
  - ザ ロイヤルパークホテル 東京汐留 (24 - 38F)
- 東京汐留ビルディング
  - ソフトバンク本社
  - コンラッド東京 (1・2・28 - 37F)
- 汐留住友ビル
  - JSR本社
  - クレディ・アグリコル
  - ソフトバンクグループ
  - 住友不動産汐留浜離宮ビル
- 電通アドギア本社
- JRAウインズ汐留（TCKオフト汐留）
- 浜離宮恩賜庭園
- 日比谷神社

## バス路線
当駅と新橋駅の中間付近、日本テレビタワー前（ゆりかもめ高架下）に東京BRTの「新橋」停留施設（ナンバリング：B01）が設けられており、当駅からも程近い。

### 空港連絡バス
当駅周辺のコンラッド東京、パークホテル東京、ロイヤルパーク汐留タワーの各ホテルから、東京空港交通により成田空港行バスが運行されている。

### 水上バス
浜離宮内に東京都観光汽船が運航する「隅田川ライン」の浜離宮発着所と東京都公園協会が運航する「東京水辺ライン」の浜離宮発着場があり、以下の路線が乗り入れている。なお当発着所で乗降する場合、浜離宮の入場料が必要となる。
- 隅田川ライン：日の出桟橋行、浅草行
- 東京水辺ライン：お台場海浜公園行、桜橋行、葛西臨海公園行、両国行

## 隣の駅
東京都交通局（都営地下鉄）
 都営大江戸線
築地市場駅 (E 18) - 汐留駅 (E 19) - 大門駅 (E 20)
ゆりかもめ
 東京臨海新交通臨海線（ゆりかもめ）
新橋駅 (U 01) - 汐留駅 (U 02) - 竹芝駅 (U 03)